# Constantim (Vila Real)
Pour les articles homonymes, voir Constantim.
Constantim est une localité de la commune portugaise de Vila Real.